# Марія Тереза Бурбон-Неаполітанська
Мар́ія Тер́еза Карол́іна Джузепп́іна Бурб́он-Неаполіт́анська (італ. Maria Teresa Carolina Giuseppina di Borbone-Napoli, Maria Teresa Carolina Josephine di Borbone, Principessa delle Due Sicilie; 6 червня 1772 — 13 квітня 1807) — сицилійська принцеса з династії Бурбонів, донька короля Сицилії Фердинанда III та ерцгерцогині Марії Кароліни Габсбург, дружина останнього імператора Священної Римської імперії Франца II. Померла після народження молодшої дитини.

## Біографія
Марія Тереза народилась 6 червня 1772 року у Королівському палаці Неаполю. Вона стала первістком у родині короля Сицилії Фердинанда III та його першої дружини, 19-річної Марії Кароліни Австрійської. Своє ім'я новонароджена отримала на честь бабусі з материнського боку — правлячої імператриці Священної Римської імперії Марії Терезії. Протягом наступних двадцяти років у дівчинки з'явилося 15 молодших братів і сестер, проте вона залишалася улюбленицею матері аж допоки не залишила двір через шлюб.
У 18 років Марія Тереза взяла шлюб із своїм кузеном 22-річним Францом Габсбургом, сином імператора Леопольда II. Весілля відбулося 15 вересня 1790 у Відні. Наречений був удівцем. Його перша дружина пішла з життя за кілька місяців до цього, залишивши доньку. Франц же, будучи першим у черзі на престол імперії, потребував нащадків чоловічої статі. Він успадкував престол вже за півтора року після весілля. Їхній шлюб із Марією Терезою змальовували як щасливий, не зважаючи на протилежність особистостей. Принцесу описували як дівчину легку на підйом, із чуттєвою зовнішністю, яка полюбляла маскаради та карнавали й відвідувала кожен бал, навіть коли була вагітна. Улюбленим її танцем був вальс.
Ядвіґа Гольштейн-Готторпська в своєму щоденнику писала, що імператриця надзвичайно ревнива і не дозволяє чоловікові спілкуватися з іншими жінками, ні на хвилину не даючи йому спокою. Однак, зауважувала вона ж, віденці не можуть заперечувати, що вона є обдарованою особистістю, милосердною жінкою та чудово вміє себе поводити. Проте вони не можуть їй вибачити ізольованість імператора та її власну нетолерантність, оскільки Марія Тереза спілкувалася виключно із власними фрейлінами та компаньйонками. Всі вечори вона проводила із ними, співаючи та розігруючи комедії.
Імператриця мала деякий політичний вплив, давала чоловікові поради. Критично ставилася до Наполеона і підтримувала Франца у необхідності війн проти нього.
Була патроном віденської музики, замовляла багато композицій для офіційного та особистого прослуховування. Улюбленими композиторами Марії Терези були Пауль Враницький та Йозеф Ейблер. Йозеф Гайдн написав Te Deum для хору і оркестру на її прохання.
У імператорського подружжя народилося дванадцятеро дітей
Взимку 1806 року Марія Тереза захворіла на туберкульозний плеврит. Особистий лікар імператора Андреас фон Штіфт лікував її за допомогою кровопускань. Навесні 1807 вона передчасно народила доньку і за тиждень померла. Імператор був невтішним і не залишав тіла дружини. Видалити його з кімнати, де вона померла, змогли лише примусово.
Поховали імператрицю в імператорському склепі Капуцинеркірхе у Відні. За дев'ять місяців імператор Франц II узяв третій шлюб із 20-річною Марією Людовікою Моденською.

## Родина

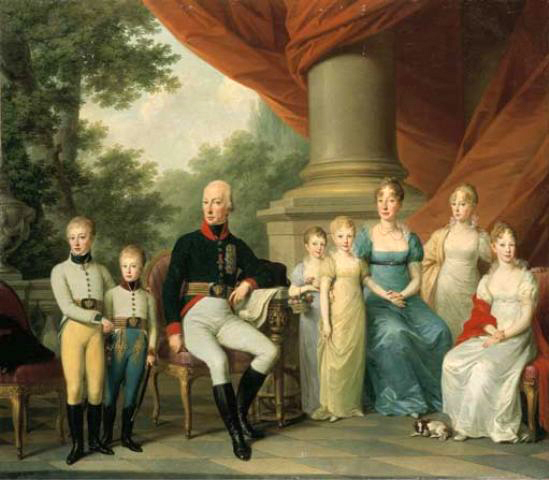
Марія Тереза у колі родини, близько 1805 року

Чоловік — Франц II, останній імператор Священної Римської імперії
Дітиː
- Марія Луїза (1791—1847) — дружина імператора Наполеона, згодом — графа Адама фон Нейпперга, після нього — графа Шарля Рене де Бомбеля, мала дітей;
- Фердинанд (1793—1875) — імператор Австрії у 1835—1848 роках, був одруженим із сардинською принцесою Марією Анною Савойською, дітей не мав;
- Марія Кароліна (1794—1795) — прожила 9 місяців;
- Кароліна Людовіка (1795—1799) — прожила 3 роки;
- Марія Леопольдіна (1797—1826) — дружина імператора Бразилії Педро I, мала семеро дітей;
- Марія Клементина (1798—1881) — дружина сицилійського принца Леопольда, мала двох дітей;
- Йозеф Франц (1799—1807) — прожив 8 років;
- Марія Кароліна (1801—1832) — дружина саксонського принца Фрідріха Августа, дітей не мала;
- Франц Карл (1802—1878) — відмовився від імператорської корони на користь сина, був одруженим із баварською принцесою Софією Фредерікою, мав п'ятьох дітей;
- Марія Анна (1804—1858) — одружена не була, дітей не мала;
- Йоганн Непомук (1805—1809) — прожив 3 роки;
- Амалія Тереза (6—7 квітня 1807) — прожила 1 день.